# Пелу, Пьеро
Пьеро Пелу (итал. Piero Pelù; род. 10 февраля 1962, Флоренция) — итальянский рок-музыкант, певец, фронтмен культовой рок-группы «Litfiba».

## Биография
Пелу был вокалистом группы «Litfiba» в период с 1980 по 1999 год. После выхода альбома «Infinito» он покинул группу и начал свою сольную карьеру с песни «Il mio nome è May più», которую он написал и записал вместе с Лигабуэ и Джованотти. Песня в пользу благотворительной организации «Emergency» обратилась против войны в Косово и смогла удержаться во главе итальянских Синглхартов в течение 17 недель. После этого Пелу представил свой первый сольный альбом «Né buoni né cattivi». Этим последовали песни: «l’Uomo della strada», «Soggetti smarriti» и «Presente».
После перехода от Warner к Sony BMG музыкант выпустил альбом в 2006 году, на котором он также включил новые музыкальные пути. В рамках MTV Storytellers он дал концерт в 2007 году, который впоследствии также был выпущен как альбом. Новый альбом Fenomeni появились в 2008 году. После обширных совместных гастролей Пелу выступил в качестве тренера в «The Voice of Italy», роль, которую он также взял на себя в 2014 и 2015 годах. В 2013 году он также как солист выпустил сборник «Identikit».
С песней «Gigante» он занял пятое место на фестивале в Сан-Ремо в 2020 году.

## Дискография

### В составе Litfiba
- Guerra (1982)
- Luna/La preda (1983)
- Eneide di Krypton (1983)
- Yassassin (1984)
- Desaparecido (1985)
- Transea (1986)
- 17 RE (1986)
- 12-5-87 (1987, live)
- Litfiba 3 (1988)
- Pirata (1989)
- El Diablo (1990)
- Sogno ribelle (1992)
- Terremoto (1993)
- Colpo di coda (1994)
- Spirito (1994)
- Lacio drom (1995)
- Mondi Sommersi (1997)
- Croce e delizia (1998)
- Infinito (1999)
- Litfiba Live '99 (2005)
- Stato libero di Litfiba
- Grande Nazione (2012)

### Сольное творчество
- Né buoni né cattivi (2000)
- U.D.S. — L’uomo della strada (2002)
- Soggetti smarriti (2004)
- Presente (2005)
- In faccia (2006)
- Storytellers (2007)
- Fenomeni (2008)